# Willem Jacob Kloek
Willem Jacob Kloek (Alkmaar, 1733 - aldaar, 3 december 1811) was burgemeester van de Noord-Hollandse stad Alkmaar.

## Leven en werk
Kloek werd op 12 februari 1733 gedoopt als zoon van de Alkmaarse regent Gerard Kloek en van Cornelia Witte. Hij trad in de voetsporen van zijn vader en studeerde rechten aan de Universiteit van Utrecht. Hij promoveerde aldaar in 1758 op een proefschrift "Dissertatio juridica inauguralis de differentia conditionum testamento insertarum" tot doctor. Op 26-jarige leeftijd werd hij benoemd tot schepen van Alkmaar. Na het overlijden van zijn vader werd hij in 1760 benoemd tot lid van de vroedschap. In de periode van 1778 tot 1786  vervulde hij viermaal de functie van burgemeester, respectievelijk in 1778, 1779, 1782 en 1786. Van 1783 tot 1785 en van 1787 tot 1788 was hij lid van de Gecommitteerde Raden van Westfriesland en het Noorderkwartier. Kloek was een uitgesproken patriot en richtte samen met enkele geestverwanten een zogenaamd vliegend legertje op. Voor zijn activiteiten werd hij in 1788 uit zijn functies gezet en in 1790 verbannen. In 1795 werd hij in ere hersteld en feestelijk in Alkmaar ingehaald. Van 1803 tot 1811 was hij lid van de  raad van Alkmaar. In die periode was hij van 1803 tot 1805 tevens wethouder van Alkmaar. Naast zijn bestuurlijke functies in de stad Alkmaar vervulde hij tevens de functies van heemraad, hoofdingeland en dijkgraaf van de Zijpe en Hazepolder.
Kloek was twee maal getrouwd. In 1762 trouwde hij in Amsterdam met Johanna Geertruida Vermeeren en na haar overlijden hertrouwde hij in 1775 met Helena Coster. Hij overleed in 1811 op 78-jarige leeftijd in zijn woonplaats Alkmaar.